# Warhammer Fantasy

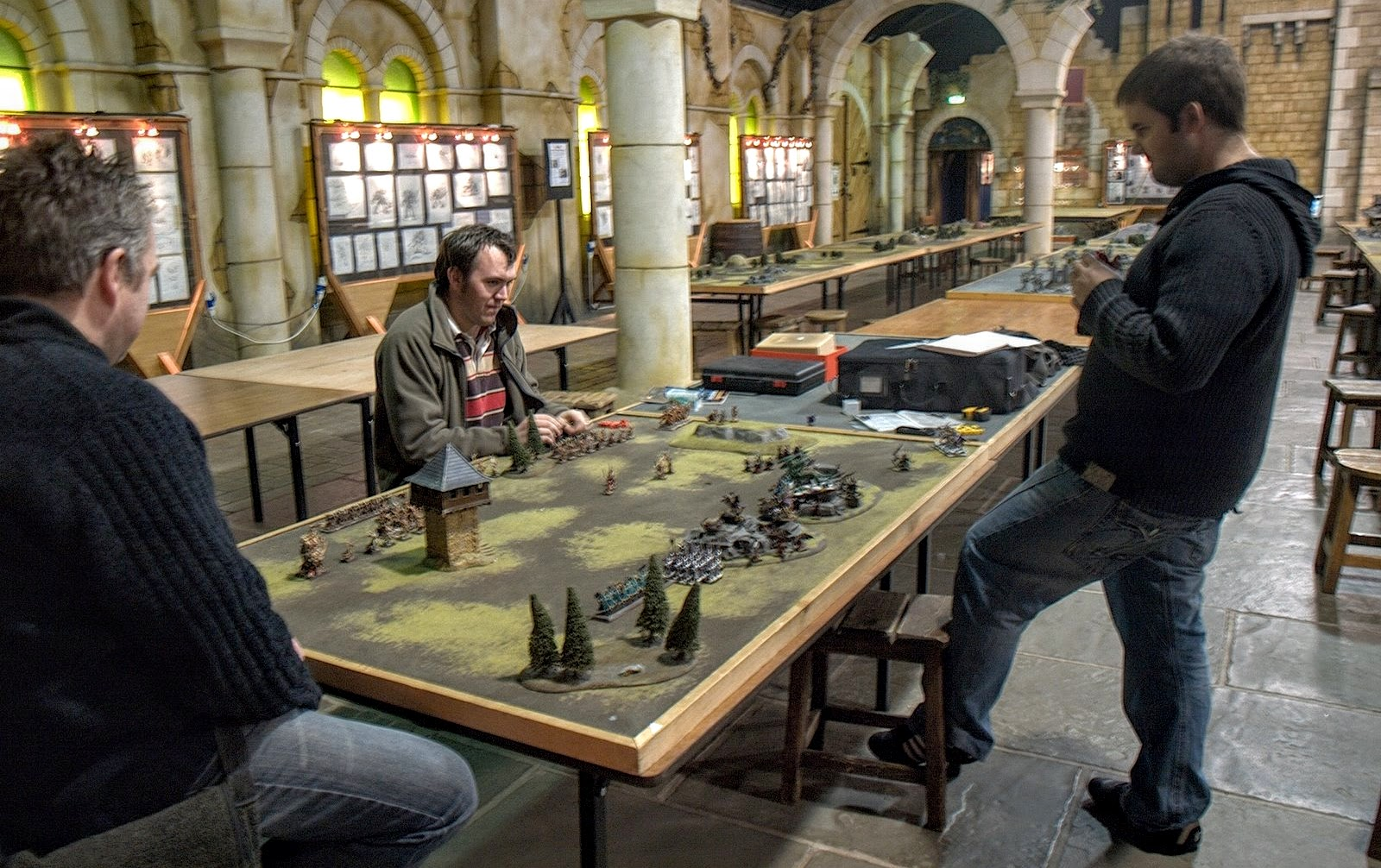
Eine Partie Warhammer Fantasy Battles

Warhammer Fantasy Battles (auch Warhammer Fantasy oder kurz WHFB oder WHF) ist ein Tabletop-Spiel des Spieleherstellers Games Workshop, welches in einer Fantasywelt spielt. Die Spielwelt erinnert in weiten Teilen an das Europa des Spätmittelalters. In ihr leben Fabelwesen wie Drachen, Zauberer, Elfen und Zwerge. Ein wichtiger Bestandteil des Spiels ist neben den Kampfwerten der Truppen der Einsatz von Magie. Der Vertrieb des Spiels wurde 2015 nach der achten überarbeiteten Auflage von Games Workshop eingestellt. Das Nachfolgespiel ist Warhammer Age of Sigmar.

## Bedeutung
Warhammer Fantasy ist eines der größten und am meisten verbreiteten Spielsysteme seiner Art. Dies äußert sich nicht zuletzt darin, dass der Hersteller Games Workshop in vielen Städten eigene Läden nur für Warhammer und andere hauseigene Produkte betreibt. Auch sind inzwischen diverse Romane und Comics erschienen, die auf dem Hintergrund von Warhammer Fantasy basieren.
Zusätzlich zu dem Grundregelwerk und den Armeebüchern für jedes einzelne Volk erscheint außerdem monatlich das Magazin White Dwarf, das ebenfalls von Games Workshop herausgegeben wird. Neben Neuankündigungen für Miniaturen und neu aufgelegten Regelbüchern findet man dort Bastel- und Bemaltips sowie alternative Regeln und Szenarien.

## Geschichte
Warhammer Fantasy Battles wurde ursprünglich von Bryan Ansell, Richard Halliwell, Jervis Johnson und Rick Priestley verfasst.
Die ersten drei Editionen des Regelwerks von Warhammer Fantasy Battles erschienen 1983, 1984 und 1987. Sie wurden ausschließlich auf Englisch verlegt. Zusätzlich erschienen Bücher mit erweiterten Regeln sowie verschiedene Szenarien und Kampagnen.
Mit der vierten Edition wurden 1992 einige Neuerungen eingeführt. Statt des bloßen Regelwerks gab es eine Grundbox, die neben den Grundregeln auch Modelle, Spielutensilien und weiteres Zubehör enthielt. Die Regeln und Hintergründe der einzelnen Völker wurden in separaten Armeebüchern veröffentlicht, wie es bis heute üblich ist. 1996 erschien die fünfte Edition in Deutschland wieder in Form einer Grundbox. Sie enthielt Modelle der neu eingeführten Bretonen und Echsenmenschen.
In der sechsten Edition waren die Grundregeln auch ohne die Grundbox als gebundenes Buch erhältlich. Zudem wurden insbesondere die Magieregeln überarbeitet sowie die einzelnen Völker spieltechnisch aneinander angeglichen, um mehr Spielfairness zu geben.
Im September 2006 erschien die siebte Edition. Aus den Grundboxen der vorhergehenden Editionen wurde das Starterset Angriff auf den Schädelpass. Dieses enthielt eine Taschenbuchfassung des Regelwerks ohne die Spielhintergründe. Das gesamte Regelwerk wurde wieder als gebundenes Buch und in einer limitierten Sammleredition verlegt.
Im Juli 2010 erschien die achte Edition des Regelwerks in drei Auflagen: in der normalen Buchform, als verzierter Foliant (Sammleredition) und in einem Feldrucksack als Set mit verschiedenen, neu gestalteten Spielmaterialien. Die Regeln bleiben weitestgehend unverändert, nur die Hintergründe wurden deutlich ausgebaut. Auch gab es wieder eine Grundbox (Schlacht auf der Blutinsel), die ein kleineres Regelbuch ohne Hintergrundgeschichten und Hobbyteil enthält, sowie Spielutensilien und zwei Streitmächte (Hochelfen und Skaven).
Im Juli 2015 wurde die 8. Edition aufgekündigt und aus den Läden entfernt. Einige beliebte Spielfiguren aus dieser Zeit blieben aber im Angebot und werden zum Teil noch 2020 von Games Workshop verkauft. Die Hintergrundwelt wurde im Rahmen der Sonderbücher End Times vernichtet. Als Produktnachfolger wurde das neue Age of Sigmar im Frühjahr 2015 präsentiert und im Sommer veröffentlicht.
Anfang 2024 wurde mit Warhammer: The Old World eine Neuauflage des Spiels veröffentlicht. Darüber hinaus existieren Alternativen, die durch die Community entwickelt worden sind, etwa The IX Age.

## Spielsystem

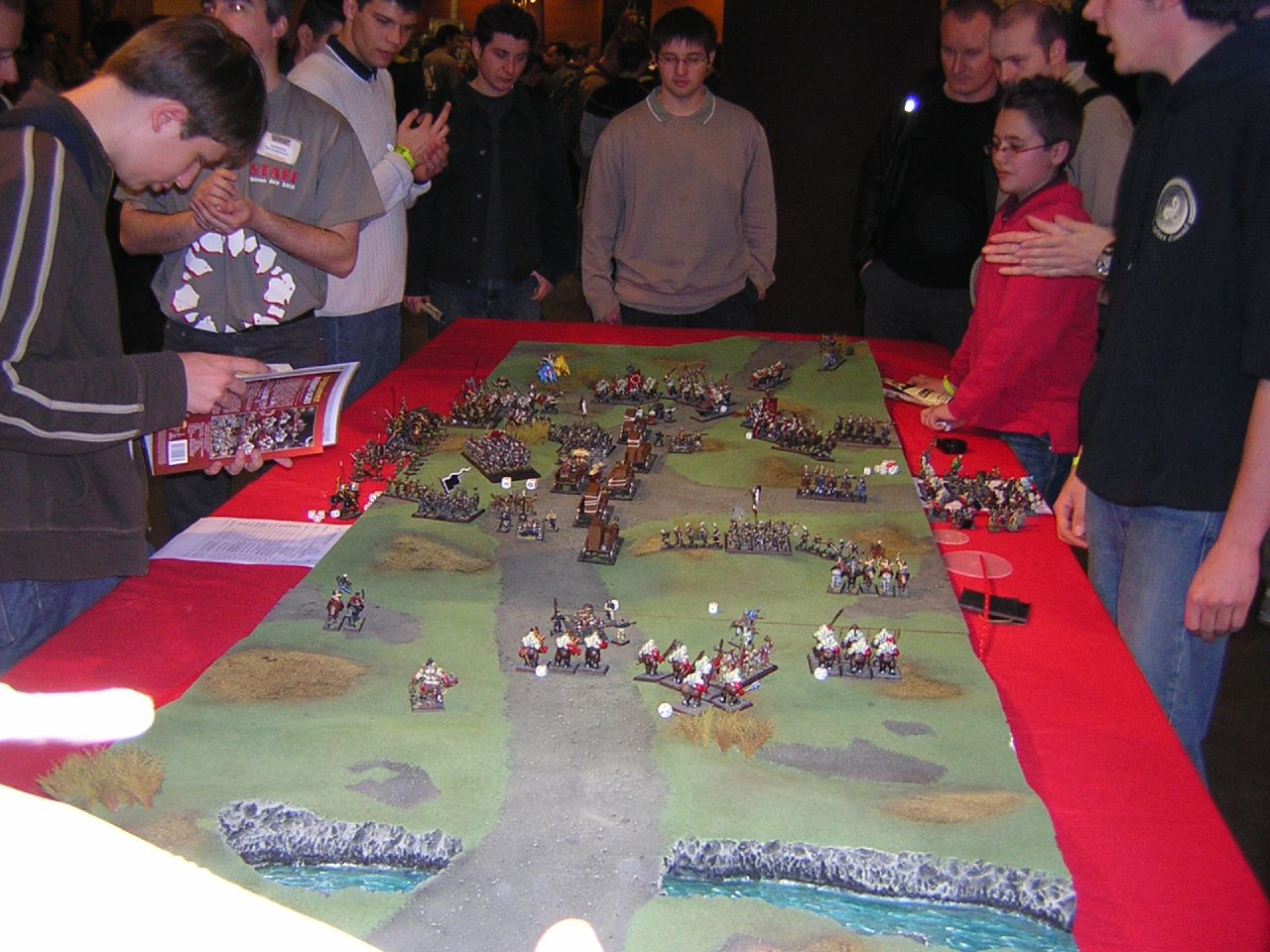
Warhammer-Spielfeld, umgeben von Spielern und Zuschauern

Warhammer wird zumeist von zwei Spielern gespielt, wobei auch Mannschaften gebildet werden oder mehrere Spieler gleichzeitig gegeneinander antreten können. Anders als bei vielen anderen Tabletop-Spielen sowie anderen Games-Workshop-Systemen wie Warhammer 40.000 und Der Herr der Ringe wird Warhammer primär mit Einheiten in fester Formation gespielt. Jede spielbare Einheit wird mit grundlegenden Werten wie zum Beispiel Bewegungsreichweite, Kampfgeschick und Stärke in das Spielsystem eingebunden. Hinzu kommen oft noch Sonderregeln, die diverse Vor- und Nachteile zu den normalen Regeln bieten können. Alle Einheiten haben einen Punktwert, der die relativen Stärken und Schwächen im Vergleich zu anderen Einheiten auf einen Wert reduziert. Daneben hat jedes Modell einen sogenannten Punktwert, und für jedes Spiel wird eine Punktobergrenze ausgemacht, innerhalb derer die Spieler eine Armee ihrer Wahl aufstellen können.
Neben mehr oder weniger großen Einheiten gleich ausgerüsteter Truppen enthält eine Warhammer-Armee auch eine kleine Anzahl starker Helden. Diese unterteilen sich in Zauberer und Kämpfer. Die Zauberer können als einzige Figuren Magie einsetzen, Kämpfer stellen eine starke Unterstützung für Nahkampfeinheiten dar. Beide können noch mit diversen, von Armee zu Armee unterschiedlichen, magischen Gegenständen ausgerüstet werden.
Die Kämpfe im Spiel werden simuliert, indem die maßgeblichen Werte des einen Spielers (z. B. Stärke des Angreifers) gegen die seines Gegners (z. B. körperliche Widerstandskraft des Verteidigers) auf einer vorgegebenen Tabelle gegeneinander verglichen werden. Das Ergebnis ist dann eine Zahl (z. B. 4), die mindestens gewürfelt werden muss, damit der Angreifer den Verteidiger verwunden kann.
Über den Sieger des Spiels entscheiden dann je nach gewähltem Szenario die ausgeschalteten Punkte der gegnerischen Armee nach einer vorher festgelegten Anzahl von Spielzügen oder das Erfüllen vorher festgelegter Ziele wie die Eroberung bestimmter Geländeteile oder die totale Auslöschung der gegnerischen Armee.

## Anlehnung der Fantasy-Welt an die reale Welt
Die Welt aus Warhammer Fantasy ist eine grobe Kopie unserer Erde, wobei nicht nur die Landmassen unserer Welt nachempfunden sind, sondern auch kulturelle sowie geographische Ähnlichkeiten, Namen, Personen und Begebenheiten unserer Geschichte in abgewandelter Form Eingang in die fiktive Geschichte der Warhammer-Fantasy-Welt gefunden haben.
So zieht zum Beispiel Robin Hood als Bertram Le Brigant durch Bretonia, derweil Leonardo Da Vinci als Leonardo Da Miragliano für die Gründung der „Technicus Gilde“ verantwortlich ist und „Marco Colombo“ (eine offensichtliche Mischung aus Marco Polo und Christoph Kolumbus) das Äquivalent zum irdischen Südamerika entdeckte.

## Spielbare Völker bei Warhammer Fantasy

### Das Imperium
Der historische Hintergrund des Imperiums der Menschen ist an das Heilige Römische Reich Deutscher Nation des Spätmittelalters und der Renaissance angelehnt. Auch der politische Hintergrund ist ähnlich: Viele starke Provinzen bzw. Fürstentümer bilden ein großes Reich mit einem Kaiser bzw. Imperator an der Spitze.
Das Imperium bietet eine vielseitig einsetzbare Basisarmee. Von solider Infanterie über starke Ritter bis zu Mörsern, Kanonen und dampfgetriebenen Panzern ist alles vorhanden. Ohne große Stärken oder Schwächen und gegen jeden Gegner konfigurierbar ist das Imperium der Grundstock des Spiels.

### Echsenmenschen
Echsenmenschen haben den kulturellen Hintergrund der alten indigenen Hochkulturen Süd- und Mittelamerikas wie den Inkas, Azteken und Mayas. In der Warhammer-Welt sind sie auf den Kontinenten heimisch, die Südamerika und das südliche Afrika darstellen.
In der Entstehungsgeschichte der Warhammer-Welt wurden die Echsenmenschen als erste von den Schöpfern, den sogenannten Alten, als deren Diener und Wächter erschaffen. Viele der ältesten Echsenmenschenanführer sind daher sehr mächtige Magier. Im Übrigen sticht eine Echsenmenschenarmee durch dinosaurierähnliche Monster hervor. Außerdem haben die Echsenmenschen eine Sonderregel, die sie widerstandsfähiger gegen schädliche psychologische Effekte macht.

### Skaven
Skaven sind durch Warpstein (eine Art magisch-radioaktives Gestein) mutierte Rattenmenschen. Sie bevölkern die Kanalisation und den Untergrund der großen Städte und sind durch ein weitverzweigtes unterirdisches Tunnelsystem, genannt: das Tiefenreich, praktisch auf der ganzen Warhammer-Welt anzutreffen. Das Zentrum ihrer Macht ist Skavenblight, eine ehemalige Stadt der Menschen und Zwerge.
Skaven verfügen nur über unterdurchschnittlich starke Infanterie und einen niedrigen Moralwert, dafür aber auch entsprechend niedrige Punktkosten hat. Dadurch kann der eigentlich stärkere Gegner, bei geschickter Planung, einfach durch die Menge der Skaven überwältigt werden. Skaven verfügen auch über sehr mächtige, warpsteingetriebene Artillerie. Diese ist allerdings unzuverlässig und richtet nicht selten in eigenen Reihen ähnlich hohen Schaden an wie beim Feind.

### Hochelfen
Die Hochelfen, oder Asur, leben auf der Insel Ulthuan, eigentlich so groß wie ein Kontinent, der zwischen der Alten und Neuen Welt liegt. Im Vergleich mit der realen Welt liegt Ulthuan im Atlantik zwischen Europa und Nordamerika und lehnt sich somit an Platons Atlantis an. Sie sind ein altes und edles Volk, jedoch auch arrogant gegenüber – in ihren Augen – minderwertigen Völkern und sie haben ihre Blütezeit schon lange hinter sich.
Wie alle Elfenvölker bei Warhammer verfügen Hochelfen über einen sehr hohen Initiativewert. Dies und eine Sonderregel führen dazu, dass Hochelfen immer zuerst zuschlagen. Zusätzlich erhalten Magier der Hochelfen gewisse Boni beim Zaubern, was sie ebenfalls über den Durchschnitt hebt.
Fast alle Charaktermodelle der Hochelfen besitzen die Möglichkeit, einen Drachen als Reittier zu wählen, das mächtigste Monster der Warhammer-Welt.
Alle diese Vorteile haben natürlich entsprechende Punktkosten, so dass eine Hochelfenarmee zumeist eher klein ist.

### Dunkelelfen
Die Dunkelelfen, oder Druchii, wie sie sich selbst nennen, leben in Naggaroth, einem kühlen und feuchten Kontinent westlich von der Insel Ulthuan ihrer verhassten Vettern, den Hochelfen. Ein Bürgerkrieg teilte einst das Volk der Elfen in Hoch- und Dunkelelfen. Kulturell sind die Dunkelelfen, und deren von Sadismus und Grausamkeit geprägte Gesellschaft mit ihrer Bösartigkeit und ihrem Sozialdarwinismus, eine Negierung der Hochelfen. Als Vorbild dienten wohl die Drow aus Forgotten Realms sowie Michael Moorcocks Elric von Melniboné.
Auch die Dunkelelfen profitieren von der überdurchschnittlichen Bewegungsrate und Initiative der Elfenvölker. Ihnen steht eine große Bandbreite an Infanterie- und Kavallerieeinheiten mit diversen Sonderregeln zur Verfügung. Dunkelelfen können Monster wie Hydren und Harpyien aufstellen. Einige Helden der Dunkelelfen können neben ihren Magischen Gegenständen auch noch Geschenke des Khaine (besondere Fähigkeiten) erhalten.

### Waldelfen
Die Waldelfen, oder Asrai, leben vor allem in einem Athel Loren genannten Wald in der Alten Welt. Sie machen einen wesentlich primitiveren Eindruck als ihre Vettern, die Hoch- oder Dunkelelfen, da sie nicht in festen Häusern wohnen, sondern im Einklang mit der Natur leben. Der Hintergrund der Waldelfen ist vor allem in den Fantasywerken J. R. R. Tolkiens zu finden.
Auch Waldelfen haben eine überdurchschnittliche Bewegungsrate und Initiative. Im Gegensatz zu den anderen Elfenvölkern bei Warhammer haben sie aber keinen, oder nur eingeschränkten, Zugriff auf Rüstungen. Zusammen mit ihrem geringen Widerstand macht sie das sehr verwundbar. In der Regel besteht daher eine Waldelfenarmee aus kleineren Einheiten die aus dem Hinterhalt oder im Fernkampf angreifen. Für den Nahkampf verfügen die Waldelfen über die Unterstützung von Waldgeistern wie Dryaden, Waldschraten oder Baummenschen, die über höhere Widerstandswerte verfügen.

### Bretonia
Bretonen haben ihren Kontext in der mittelalterlichen Kultur Englands und Frankreichs sowie in den alten Ritterlegenden und Sagen von König Artus, dem Heiligen Gral, der Herrin des Sees usw.
Bretonen sind die klassische Ritterarmee mit diversen verfügbaren Kavallerieeinheiten bis hin zu Pegasusrittern. Sie eignet sich bestens für geradlinige und sehr harte Sturmangriffe, die den Gegner zumeist überrennen. Für taktische Variationen stehen auch günstige Infanteristen und Bogenschützen sowie mit dem Trebuchet eine Artillerie mit großer Flächenwirkung zur Verfügung.

### Orks & Goblins

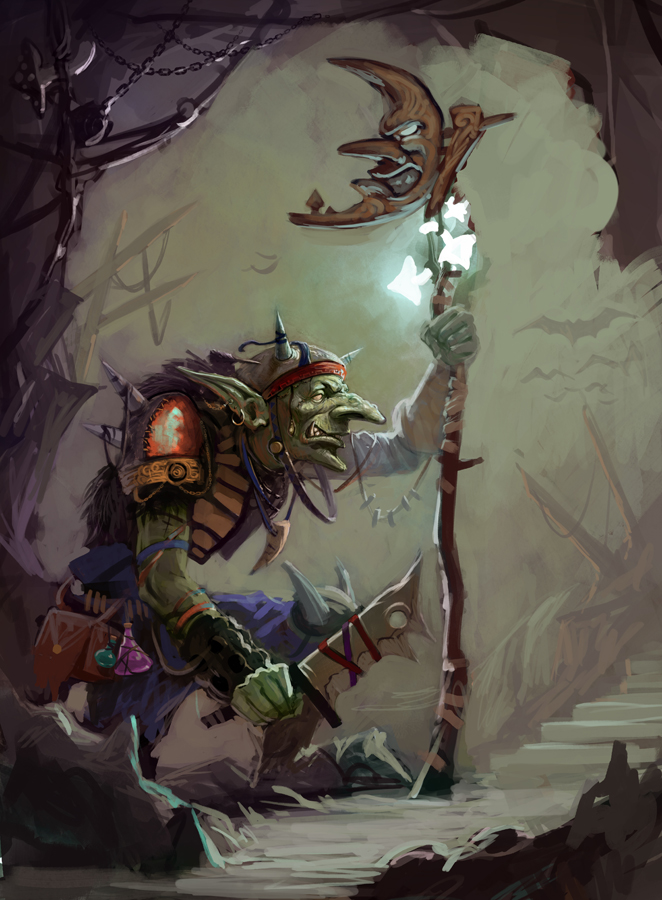
Warhammer-Goblin

Orks & Goblins sind die Barbaren der Warhammerwelt. Sie leben fast überall in den Bergen, Wäldern und Einöden der zivilisierten Staaten und Königreiche. Sammeln sich genügend Stämme unter einem Anführer, fallen sie plündernd und brandschatzend über Dörfer und Städte her.
Orks und Goblins verfügen über eine sehr große Truppenauswahl, darunter einige Einheiten mit Sonderregeln, die zwar dem Gegner schaden können, deren Wirkung aber auch auf den Verursacher zurückschlagen kann. Dies ähnelt in etwa den Skaven, ist aber nicht so ausgeprägt. Es gilt, sich zu überlegen, wie viel Kontrolle man über die eigenen Truppen wünscht, und danach die Armee zusammenzustellen. Abzuwägen ist dabei, dass das Schadenspotenzial mit abnehmendem Spielereinfluss zunimmt.

### Gruftkönige von Khemri
Der Hintergrund der Gruftkönige ist eine Untotenarmee mit Skeletten und untoten Konstrukten im ägyptischen Stil. Viele Namen des Khemri-Hintergrundes sind unter anderem an Begriffe des alten Ägyptens bzw. der entsprechenden Mythologie angelehnt. Auch altjüdische Elemente (Bundeslade) haben die Spieldesigner hier eingebaut.
Untote sind immun gegen psychologische Effekte. Eine Armee der Gruftkönige flieht daher zum Beispiel niemals aus einem Nahkampf. Dafür werden untote Einheiten, wenn sich ein Nahkampf einmal zu ihren Ungunsten neigt, sehr schnell aufgerieben und haben nicht die Möglichkeit, sich zurückzuziehen und neu zu sammeln. Zusätzlich verursachen Untote Angst bei ihren Gegnern.

### Vampirfürsten
Die Vampire finden ihren Hintergrund in diversen Vampirgeschichten. So gibt es den klassischen Vampir, wie man ihn unter anderem in den Darstellungen aus den Filmen mit Christopher Lee oder auch aus der berühmten Darstellung mit Bela Lugosi kennt, die Von Carsteins (Kämpfern, wie Vlad III. Drăculea, der Pfähler, mal einer war, bevor er zu dem Vampir Dracula wurde). Die Vampirinnen, oder Schwesternschaft der Lahmia, erinnern stilistisch an die Geschichte Carmilla von Joseph Sheridan LeFanu und vom Hintergrund her an einige Bücher von Anne Rice. Uralte Magier, optisch ähnlich wie Nosferatu, unter den Vampiren entsprechen der Vampirdarstellung in Murnaus Adaption von Stokers Dracula. Und schließlich gibt es verwilderte Vampire, die entfernt an die Vampire aus Rodriguez From Dusk Till Dawn erinnern. Die restliche Armee wird atmosphärisch stark an den „gotischen“ Horror angelehnt.
Auch die Vampirarmee besteht aus Einheiten, die den Regeln für Untote unterliegen. Damit gelten dieselben Sonderregeln wie bei den Gruftkönigen von Khemri. Außerdem stehen einige körperlose Einheiten (wie z. B. Geister) zur Verfügung. Diese können nur durch Magie bzw. magische Waffen verwundet werden und bieten daher einige taktische Möglichkeiten. Die Anführer der Vampire haben die Möglichkeit, neben magischen Gegenständen auch sogenannte Vampirkräfte zu erwerben. Damit können die Vampire auch regeltechnisch den oben genannten Hintergründen angepasst werden. Erwähnenswert ist auch, dass die Vampirarmee mit dem Tod des Generals langsam zu zerfallen beginnt. Das ist insoweit interessant, als die Vampire zu den stärksten Helden im Spiel zählen und daher eigentlich erst im Nahkampf ihr volles Potential entfalten.

### Zwerge
Zwerge, oder Dawi, leben in den Gebirgen der Alten Welt. Ihre Inspiration liegt vor allem in den Sagen und Mythen der nordeuropäischen Völker.
Außerdem werden viele Klischees der modernen Fantasyliteratur bedient.
Zwerge verfügen über eine große Auswahl an Infanterie mit diversen Sonderregeln. Sie sind überdurchschnittlich zäh und haben einen hohen Moralwert. Noch dazu haben die meisten Einheiten Zugriff auf schwere und schwerste Rüstungen. Dafür haben Zwerge keine Kavallerie und eine allgemein eingeschränkte Bewegungsreichweite, was sie vor allem geeignet für eine defensive Spielweise macht. Eine große Auswahl an Kriegsmaschinen, die den heranrückenden Feind aus der Entfernung bekämpfen, unterstützt dies ebenfalls. Allerdings wurden ihnen in der 8. Edition einige Flugmaschinen und eine Bewegungsrune zur Verfügung gestellt, was es ermöglicht, Zwerge offensiv zu spielen.
Zwerge haben keine Zauberer wie die restlichen Armeen, sondern arbeiten mit magischen Runen, die wie Ausrüstung für die Anführer gekauft werden. Diese Runen lassen sich verschieden kombinieren und erlauben so eine sehr flexible und individuelle Bewaffnung.

### Krieger des Chaos
Die Zentren des Chaos sind an den Polen der Welt zu finden. Daran anlehnend, in den nördlichen Tundra-Regionen, Steppen, und nebligen Fjordlandschaften, leben die dem Chaos huldigenden Barbarenstämme. Die Grundidee des Chaos als eine verderbende Macht geht auf Michael Moorcocks Der Ewige Champion zurück, wo eine Armee aus Kriegern auftaucht, die den Chaosstern auf ihren Schilden tragen und eine Welt angreifen. Überall, wo diese Krieger auftauchen, fangen Dinge und Lebewesen an, sich zu verzerren und zu mutieren. Diese Barbarenstämme finden ihre Entsprechungen ebenfalls durch Fantasy-Filme wie Conan der Barbar oder in den Wikingern.
Die Basiseinheiten der Krieger des Chaos bestehen aus der nur leicht gerüsteten Infanterie und Kavallerie der Barbarenstämme. Allerdings besteht auch Zugriff auf Chaoskrieger und Chaosritter. Diese gehören zu den stärksten (und teuersten) Einheiten des Spiels. Dazu können noch einzelne Monster wie z. B. Chaostrolle oder Drachenoger eingesetzt werden. Fernkampftruppen sind dagegen fast gar nicht vorhanden. Einzelne Helden und Einheiten können sich einem der vier Chaosgötter verschreiben und erhalten dadurch Zugriff auf Sonderregeln.

### Tiermenschen
Tiermenschen sind durch den Einfluss des Chaos mutierte Menschen oder Tiere. Sie leben in den dunklen Wäldern der Warhammer-Welt. Optisch können Parallelen zu den mythologischen Zwitterwesen gezogen werden, wie den Satyren, Zentauren (Unterkörper Pferd, Oberkörper Mensch) oder Minotauren (Körper eines Menschen, Kopf eines Stiers).
Tiermenschenarmeen verfügen über eine große Auswahl an Monstern unterschiedlicher Stärke und mit diversen Sonderregeln. Kriegsmaschinen fehlen dafür komplett. Ziel der Tiermenschen ist es daher, den Gegner auszumanövrieren. Dabei hilft ihnen eine überdurchschnittliche Bewegungsrate sowie eine Sonderregel, die es Teilen der Armee erlaubt, im Rücken des Feindes aufzutauchen.

### Dämonen des Chaos
Dämonen stammen aus einer Paralleldimension, welche auch die Heimat der Chaosgötter ist. Dort entstehen sie als Verkörperung der Ängste und Wünsche der Bewohner der Warhammerwelt. Auf die Warhammerwelt gelangen sie an Orte, an denen es viel sogenannte freie Magie gibt, so zum Beispiel an den Polregionen. Optisch wurden die Dämonen den Aspekten der vier Chaosgötter von Warhammer entsprechend gestaltet: Krieg, Magie, Pestilenz und Versuchung. Die Götter des Chaos vereinen Elemente des Cthulhu-Mythos, der Nordische Mythologie und der vier Apokalyptische Reiter in sich.
Eine Dämonenarmee besteht aus einer Vielzahl unterschiedlicher Monster mit diversen Sonderregeln, ebenfalls entsprechend den Aspekten der Chaosgötter. Dafür fehlen, wie bei allen Chaosfraktionen, Fernkampftruppen fast vollständig. Kriegsmaschinen sind überhaupt nicht vorhanden. Alle Dämonen haben eine Sonderregel, die ihnen effektiv erlaubt, ein Drittel des erlittenen Schadens zu ignorieren. Dafür laufen die Dämonen, wenn sie denn einen Nahkampf verlieren, Gefahr, ihren Halt in der Realität zu verlieren und langsam zu verschwinden.

### Chaoszwerge
Hintergrund der Chaoszwerge, oder Dämonenzwerge, ist das alte Assyrien. Haartracht der Modelle (gelockte Bärte), Kopfbedeckungen und Symbole, sowie Merkmale wie aggressive Expansionspolitik, Sklavenhaltung und Tyrannei weisen auf dieses Volk als Vorlage hin. Chaoszwerge sind die bösen, durch die Einflüsse des Chaos korrumpierten, Verwandten der Zwerge und leben östlich des Weltrandgebirges in den Düsterlanden.
Im Gegensatz zu der normalen Zwergenarmee haben die Chaoszwerge Zugriff auf monströse Bestien und Magie. Weiterhin können Sklaven, zum Beispiel in Form von Orks und Goblins, für die Armee rekrutiert werden. Das macht eine Armee der Chaoszwerge bunter und flexibler als eine reine Zwergenarmee.
Die aktuelle Armeeliste ist in dem von Forgeworld veröffentlichten Buch „Tamurkhan – The Throne Of Chaos“ enthalten.

### Ogerkönigreiche
Die Oger sind die neueste Armee im Universum von Warhammer Fantasy. Die Königreiche der Oger liegt in einer als Trauergebirge bezeichneten Bergregion. Optisch erinnern die Modelle, insbesondere deren Ausrüstung, an die Mongolen und andere zentralasiatische Reitervölker.
Die Oger stellen eine Besonderheit bei Warhammer Fantasy dar. Fast alle Einheiten bestehen aus übergroßen Kreaturen mit mehreren Trefferpunkten und Angriffen pro Runde. Entsprechend dieser Vorteile haben die Figuren hohe Punktkosten, so dass eine Armee der Ogerkönigreiche zumeist aus wenigen und kleinen, dafür aber sehr schlagkräftigen, Einheiten besteht. Einzige Ausnahme sind die sogenannten Gnoblars (Hügelgoblins) – unterdurchschnittliche und billige Truppen, die einer Ogerarmee eine gewisse Flexibilität geben.

### Kislev
Den historischen Hintergrund von Kislev findet man bei den Polen des 17. Jahrhunderts und den mittelalterlichen Magyaren aus Ungarn. Entsprechend ist die geografische Lage Kislevs in der Warhammerwelt, während es politisch und kriegerisch meist als Hinterhof des Imperiums dasteht.
Für Kislev gibt es kein eigenes Armeebuch, sondern nur eine Armeeliste im White Dwarf und die Möglichkeit der Alliiertenregel. Auf Grund nur weniger unterschiedlicher Einheiten, ist es schwer, Kislev als einzelne Armee zu spielen, aber ähnlich wie bei den Söldnern können Truppen aus Kislev bei bestimmten anderen Völkern integriert werden.
Zurzeit wird Kislev von Games Workshop bei hauseigenen Turnieren nicht mehr offiziell als Armee anerkannt.

### Söldner
Söldner gibt es zwar auf der gesamten alten Welt, aber nur in Stadtstaaten von Tilea sind die sogenannten legendären Söldnerregimenter das, was in anderen Ländern die eigene Armee ist. Hintergrund ist das Italien des späten Mittelalters und der Renaissance, mit den rivalisierenden Stadtstaaten.
Söldnerarmeen eignen sich für Spieler, die gerne mal unterschiedlichste Modelle nach den Söldnerregeln in die Schlacht führen wollen. In der Regel ist es aber so, dass einzelne Regimenter in andere Armeen als Söldner integriert werden. Dort eignen sie sich, auf Grund verschiedenster Sonderregeln, besonders für Spezialaufgaben.
Zurzeit sind Söldner von Games Workshop nicht mehr offiziell als Armee anerkannt.

## Computerspiele im Warhammer-Fantasy-Universum
| Erstveröffentlichung | Titel                                      |
| -------------------- | ------------------------------------------ |
| 1995                 | Warhammer: Im Schatten der gehörnten Ratte |
| 1998                 | Warhammer: Dark Omen                       |
| 2006                 | Warhammer: Mark of Chaos                   |
| 2008                 | Warhammer Online: Age of Reckoning         |
| 2011                 | Warhammer Online: Wrath of Heroes          |
| 2015                 | Mordheim: City of the Damned               |
| 2015                 | Warhammer: End Times – Vermintide          |
| 2016                 | Total War: Warhammer                       |
| 2017                 | Total War: Warhammer II                    |
| 2018                 | Warhammer: Vermintide 2                    |
| 2022                 | Total War: Warhammer III                   |